# There's One in Every Crowd
There's One in Every Crowd è il terzo album in studio di Eric Clapton, pubblicato nel 1975, registrato poco dopo l'album precedente, 461 Ocean Boulevard.

## Tracce

### Edizione originale in vinile[1]

#### Lato A
1. We've Been Told (Jesus Is Coming Soon) - 4:23 - (Willie Johnson/Canzone tradizionale)
2. Swing Low, Sweet Chariot - 3:30 - (Canzone tradizionale)
3. Little Rachel - 4:05 - (Jim Byfield)
4. Don't Blame Me - 3:33 - (Eric Clapton/George Terry)
5. The Sky Is Crying - 3:57 - (Elmore James)

#### Lato B
1. Singin' the Blues - 3:24 - (Mary McCreary)
2. Better Make It Through Today - 4:04 - (Clapton)
3. Pretty Blue Eyes - 4:42 - (Clapton)
4. High  - 3:29 - (Clapton)
5. Opposites - 4:40 - (Clapton)

### Edizione CD rimasterizzata serieThe Eric Clapton Remasters Series(1996)[2]
1. We've Been Told (Jesus Is Coming Soon) - 4:23 - (Willie Johnson/Canzone tradizionale)
2. Swing Low, Sweet Chariot - 3:30 - (Canzone tradizionale)
3. Little Rachel - 4:05 - (Jim Byfield)
4. Don't Blame Me - 3:32 - (Eric Clapton/George Terry)
5. The Sky Is Crying - 3:57 - (Elmore James)
6. Singin' the Blues - 3:24 - (Mary McCreary)
7. Better Make It Through Today - 4:04 - (Clapton)
8. Pretty Blue Eyes - 4:42 - (Clapton)
9. High  - 3:29 - (Clapton)
10. Opposites - 4:44 - (Clapton)

## Formazione
- Eric Clapton - voce, chitarra acustica, chitarra elettrica, dobro
- George Terry - chitarra acustica, cori, chitarra elettrica
- Jamie Oldaker - batteria, percussioni
- Dick Sims - organo Hammond, pianoforte, Fender Rhodes
- Carl Radle - basso, chitarra elettrica
- Yvonne Elliman, Marcy Levy - voce